# Беспосадочный перелёт Севастополь — Архангельск
Беспосадочный перелёт Севастополь — Архангельск — беспосадочный перелёт, совершённый экипажем советских женщин-авиаторов на гидросамолёте МП-1.

## История

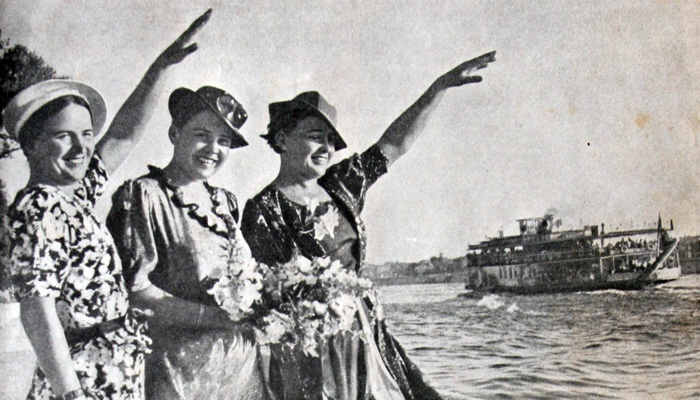
Слева направо: М. Раскова, П. Осипенко и В. Ломако на прогулке в Центральном парке культуры и отдыха имени Горького, 1938 год

Экипаж военных летчиц в составе: командир — старший лейтенант Полина Осипенко, второй пилот — старший лейтенант Вера Ломако и штурман-радист — лейтенант Марина Раскова 2 июля 1938 года совершили рекордный беспосадочный перелёт по маршруту Севастополь — Киев — Новгород — Архангельск длиной 2416 км (по другим данным — 2372 км, по прямой 2241,5 км) — за 10 часов 33 минуты. Самолёт приводнился на Холмовское озеро.
Лётчицы направили телеграмму И. В. Сталину:

«МОСКВА, КРЕМЛЬ ИОСИФУ ВИССАРИОНОВИЧУ СТАЛИНУ.
Беспосадочный перелет Севастополь-Архангельск выполнен. Готовы выполнить любое Ваше задание. Осипенко, Ломако, Раскова». 

На следующий день газета «Правда» писала в передовой статье:

«Вслед за Владимиром Коккинаки и Бряндинским блестящий успех выпал на долю трех советских летчиц — Осипенко, Ломако и Расковой. В самом характере советского народа заложены прекрасные свойства, необходимые для того, чтобы быть отличным летчиком. Упорство, мужество, несокрушимая энергия заложены в советском человеке, воспитаны партией... Каждый год советская авиация добивается новых и новых побед, ставит новые и новые рекорды». 

## Награды
- За этот перелёт все участники были награждены орденом Ленина.[3]

## Замечание
Полет прошел вдоль Астрономо-геодезической дуги Струве, координаты которой послужили астрономическими ориентирами в полете.